# Hydroeciodes piacularis
Hydroeciodes piacularis là một loài bướm đêm trong họ Noctuidae.